# Lake Forest Park
Lake Forest Park ist eine Stadt (City) im King County im US-Bundesstaat Washington, unmittelbar nördlich von Seattle. Das U.S. Census Bureau ermittelte bei der Volkszählung 2020 eine Einwohnerzahl von 13.630.
Von der Gestaltung her ist Lake Forest Park eine Schlafstadt. Der Großteil der Stadt besteht aus Singlehaushalten mit mittleren bis größeren Wohneinheiten. Weniger als vier Prozent der Stadtfläche ist als Gewerbegebiet ausgewiesen; der Großteil davon befindet sich in einer Zone, es gibt keine Industriegebiete.
Lake Forest Park liegt am Ufer des Lake Washington. In der Stadt finden sich Parks und Naturschutzgebiete, günstige Zugänge zum Burke-Gilman Trail, ein sommerlicher Bauernmarkt sowie ein großer neuer Buchladen mit Imbissbereich, in dem Musik-Events veranstaltet werden. Zum United States Census 2020 hatte Lake Forest Park 13.630 Einwohner.

## Geschichte
Lake Forest Park wurde 1912 von Ole Hanson, 1918/19 Bürgermeister von Seattle, als eine der ersten Planstädte im Raum Seattle gegründet. Zur Erholung für Berufstätige in malerischer Umgebung ausersehen, sahen die Stadtplaner Straßen und Parzellen unter strenger Beachtung natürlicher Grenzen vor. Der originale Verkaufsprospekt für die Parzellen führt aus:
„… the strict fiat has gone forth that all the natural beauty must be preserved; that no tree must unwittingly be cut down; that the natural wild flowers must remain; that the streams, the springs, the lake front, the nodding willows, the stately cedar, the majestic fir, the quivering cypress and the homelike maple and all the flora and fauna with which Nature has blessed this lakeshore, must not be defiled by the hand of man.“
 „…das strikte Gebot wird umgesetzt, dass alle natürliche Schönheit bewahrt werden muss; dass kein Baum unabsichtlich gefällt werden darf; dass die natürlich wachsenden Wildblumen bleiben müssen; dass die Bäche, die Quellen, die Ufer, die nickenden Weiden, die stattliche Zeder, die majestätische Tanne, die zitternde Zypresse und der heimeliche Ahorn und all die Flora und Fauna, mit denen die Natur diese Ufer gesegnet hat, nicht durch Menschenhand geschändet werden dürfen.“
Bis 1914 und der Fertigstellung der Red Brick Road (heute Bothell Way, Teil der Washington State Route 522) zu den nahegelegenen Kenmore und Bothell, markierte die Stadt buchstäblich das Ende der besseren Straßen, die nordwärts aus Seattle herausführten mit dem besten Zugang zu weiter nördlich oder östlich gelegenen Orten, sei es per Boot über den Lake Washington oder mit der Seattle, Lake Shore and Eastern Railway.
Lake Forest Park wurde offiziell am 20. Juni 1961 als Stadt anerkannt, in weiten Teilen, um seine spezielle Identität zu bewahren. Die Stadt blieb bis in die 1990er Jahre klein – unterhalb von 5.000 Einwohnern –, als eine Serie von Eingemeindungen die Stadtgrenzen erheblich erweiterte und die offizielle Bevölkerungszahl mehr als verdoppelte.
Der 0,75 Acres (0,3 ha) große Lyon Creek Park wurde Ende der 1990er Jahre auf Grundstücken, welche die Stadt 1998 erwarb, geschaffen. Die ersten fünfzig Jahre hatte die Parzelle Marcia und Robert Morris gehört, die ein modernistisches Gebäude und einen Pferdestall auf dem Grundstück bauten. Beide Gebäude wurden im Zuge der Parkgestaltung abgerissen; es wurden etwa 5.000 heimische Sträucher und Pflanzen gesetzt. Der neu bepflanzte Teil wurde von hunderten freiwilliger Bürger gestaltet.
Das Lake Forest Park Town Center, das Geschäftsviertel der Stadt, wurde 1964 gebaut und umschließt den Bothell Way, nicht weit vom Seeufer entfernt. Ende 2005 begann die Stadtregierung, öffentliche Versammlungen abzuhalten, um die Zukunft des Stadtzentrums zu diskutieren. Die Entscheidung war, das Lake Forest Park Town Center zu renovieren; heute umfasst es 18 Acres (7 ha) und bietet viele Möglichkeiten für Shopping, Restauration und Unterhaltung. Das Lake Forest Park Town Center ist auch die Heimstatt einer Zweigstelle des King County Library System, der Third Place Books und der Third Place Commons, einem Gemeindezentrum.

## Geographie
Lake Forest Park liegt am Nordende des Lake Washington. Die südliche Stadtgrenze fällt mit der von Seattle zusammen. Im Norden grenzt Lake Forest Park an die Grenze zum Snohomish County, wo auch die benachbarten Städte Mountlake Terrace und Brier liegen. Im Osten grenzt die Stadt an den Lake Washington und die 55th Avenue NE, wo die Stadt Kenmore beginnt; der Burke-Gilman Trail verläuft parallel zum Seeufer und folgt der Uferlinien nach Kenmore im Norden und Seattle im Süden. Die Westgrenze der Stadt fällt mit der Ostgrenze von Shoreline zusammen und folgt größtenteils der 25th Avenue NE.
Nach dem United States Census Bureau nimmt die Stadt eine Gesamtfläche von 9,45 Quadratkilometern, wovon 9,14 km² Land- und der Rest Wasserflächen sind. Die zwei größten Bäche sind der Lyon Creek und der McAleer Creek; beide sind Lachslebensräume. Das Ufer des Lake Washington schließt zwei private Strandclubs ein, bietet aber keinen öffentlichen Zugang für Boote; das Lyon Creek Waterfront Preserve bietet jedoch 100 ft (30 m) des Ufers des Lake Washington und einen Besucher-Kai, der in den See hinausführt.

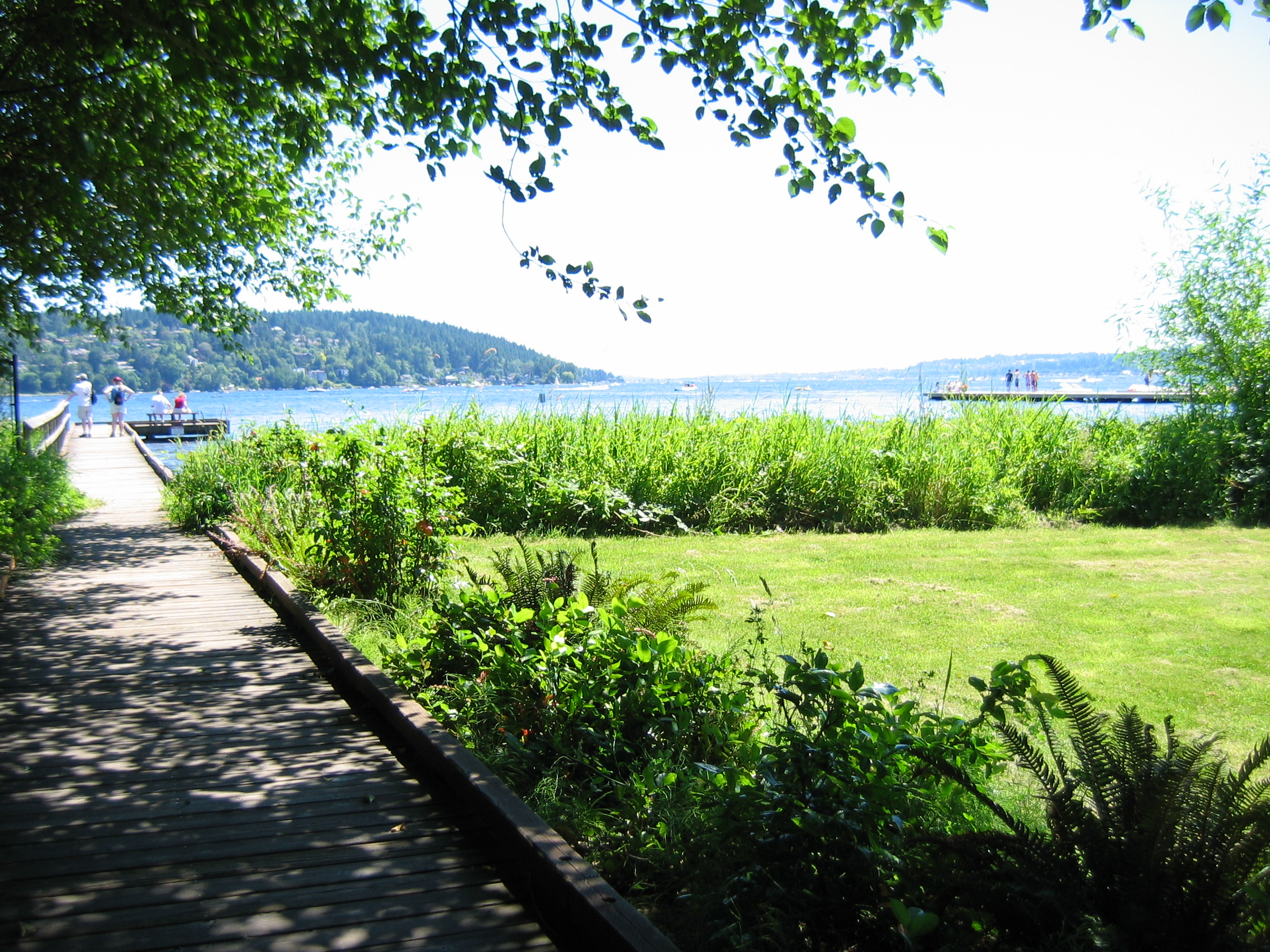
Das Lyon Creek Waterfront Preserve bietet Beobachtungsmöglichkeiten am Lake Washington.

### Nachbargemeinden
| Mountlake Terrace   | Brier                                       | Brier           |
| Shoreline           | Kompassrose, die auf Nachbargemeinden zeigt | Kenmore         |
| Shoreline / Seattle | Seattle                                     | Lake Washington |

### Parks
- Der Horizon View Park liegt auf dem höchsten Punkt von Lake Forest Park (19800 198th St./ 47th Ave. NE) und enthält Rasenflächen, einen Kinderspielplatz mit Schaukeln und einer Spiel-Eisenbahn, ein Basketball-Halbfeld, Tennisplätze, Spielfelder, Picknick-Tische und befestigte Wege durch ein natürliches, waldartiges Gebiet; er bedeckt 8,4 Acres (3,4 ha).[13]
- Der Pfingst Animal Acres Park liegt an der NE 178th Street / Brookside Boulevard und bietet Picknick-Tische, einen 0,25 mi (0,4 km) langen Rundweg, eine Lachs-Beobachtungsplattform und eine wunderschöne blütenförmige Trinkfontäne für Mensch und Hund aus Hartriegelholz. Der Park enthält auch eine Büste von Admiral Miguel Grau Seminario, die der City of Lake Forest Park 2011 vom Generalkonsulat von Peru und der peruanischen Marine geschenkt wurde.[14]
- Der Eagle Scout Park ist ein kleiner Park an der NE 178th St./ NE 180th St. und bietet einen Picknickbereich wie auch Übungsstrecken für Walker und Läufer.[15]
- Der Blue Heron Park ist ein 0,5 Acres (0,2 ha) großer Park an der NE 170th St./ Hamlin Road, gerade abseits des Bothell Way. Dieser Park hat eine Fußgängerbrücke, die den Brookside Boulevard NE mit dem Stadtzentrum verbindet und ist wegen der Lachse und Reiher beliebt.[16]
- Der Grace Cole Nature Park ist ein 15,2 Acres (6,2 ha) großes Feuchtgebiet, das nach dem angesehenen Abgeordneten Grace Cole benannt ist, und an der 30th Ave. NE / NE 166th St. liegt. Die Lake Forest Park Stewardship Foundation veranstaltet regelmäßig „ivy out“ (dt. etwa „den Efeu herausreißen“) Arbeits-Partys im Sommer, um die natürlichen Lebensräume zu erhalten oder wiederherzustellen.[17]
- Das Lyon Creek Waterfront Preserve liegt an der Straße vom Stadtzentrum (17337 Beach Drive NE), in Nachbarschaft zum Lake Forest Park Civic Club. Ein kurzer Uferweg eignet sich bestens, um die Mündung des Lyon Creek in den Lake Washington zu betrachten. Zum Park gehören 100 ft (30 m) Ufer des Lake Washington.[18]
- Der Whispering Willow Park liegt in 17038 44th Ave NE. Der Park bietet einen kurzen Uferweg, Sitzgelegenheiten und eine naturnahe Spielfläche für Kinder. Er verbindet die 44th Ave. NE mit dem Stadtzentrum.[19]

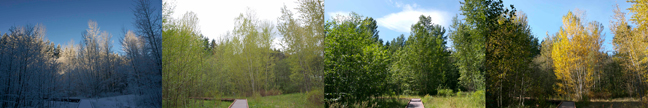
Der Grace Cole Nature Park im Lauf der Jahreszeiten, 2006–2008

### Stadtviertel
Das Lake Forest Park Town Center bildet das Geschäftsviertel der Stadt. Dieser eine Komplex beinhaltet die öffentliche Bibliothek (innerhalb des King County Library System), die Polizeistation, das Rathaus und etwa 40 Geschäfte, kleinere Firmen und Arztpraxen. Die Third Place Commons sind ein großer öffentlicher Raum, der einen Großteil der oberen Etagen der zentralen Gebäude umfasst. Bis Ende 2007 wurde die Stadt auch von einer finance unit des US Postal Service im selben Komplex versorgt; diese Leistungen sind in das nahegelegene Shoreline umgezogen. Das Stadtzentrum beherbergte auch den Lake Forest Park Campus des Shoreline Community College, doch dieser ist heute geschlossen.
Zu den Wohngebieten gehören:
- Horizon View, im Nordosten der Stadt gelegen, ist durch seine Nähe zum Horizon View Park gekennzeichnet, dem höchsten Punkt der Stadt. Der Park liegt auf einem kleinen Plateau, das von mehreren steilen Hügeln gebildet wird. Die Hälfte des „train park“, wie einige Jugendliche das Gelände titulieren, besteht aus dem zwischen 2001 und 2003 verbesserten Park, der 2013 mit einer Wegeerweiterung, der Aufwertung der Rasenflächen und neuen Spielgeräten ausgestattet wurde. Die andere Hälfte besteht aus einem künstlichen Gewässer. Alles in allem kann viel Sport zur Erholung im Park betrieben werden.
- Sheridan Beach / Heights, im Südosten der Stadt, ist durch seine Nähe zum Sheridan Beach Club gekennzeichnet, zu dem die Bewohner gegen eine Gebühr Zutritt haben.

## Demographie
Auf der Basis des Pro-Kopf-Einkommens, einem der vertrauenswürdigeren Maße für Wohlstand, belegt Lake Forest Park Platz 26 unter den 614 in Washington verglichenen Gebieten.

### Census 2000
Nach der Volkszählung von 2000 gab es in Lake Forest Park 13.142 Einwohner, 5.029 Haushalte und 3.600 Familien. Die Bevölkerungsdichte betrug 1433,4 pro km². Es gab 5.168 Wohneinheiten bei einer mittleren Dichte von 563,7 pro km².
Die Bevölkerung bestand zu 85,32 % aus Weißen, zu 1,64 % aus Afroamerikanern, zu 0,43 % aus Indianern, zu 7,94 % aus Asiaten, zu 0,11 % aus Pazifik-Insulanern, zu 0,92 % aus anderen „Rassen“ und zu 3,64 % aus zwei oder mehr „Rassen“. Hispanics oder Latinos „jeglicher Rasse“ bildeten 2,24 % der Bevölkerung.
Von den 5029 Haushalten beherbergten 31,8 % Kinder unter 18 Jahren, 61,1 % wurden von zusammen lebenden verheirateten Paaren, 7,9 % von alleinerziehenden Müttern geführt; 28,4 % waren Nicht-Familien. 21,2 % der Haushalte waren Singles und 6,4 % waren alleinstehende über 65-jährige Personen. Die durchschnittliche Haushaltsgröße betrug 2,55 und die durchschnittliche Familiengröße 2,97 Personen.
Der Median des Alters in der Stadt betrug 42 Jahre. 22,4 % der Einwohner waren unter 18, 6,5 % zwischen 18 und 24, 26,6 % zwischen 25 und 44, 31,5 % zwischen 45 und 64 und 13 % 65 Jahre oder älter. Auf 100 Frauen kamen 97,8 Männer, bei den über 18-Jährigen waren es 93,1 Männer auf 100 Frauen.
Alle Angaben zum mittleren Einkommen beziehen sich auf den Median. Das mittlere Haushaltseinkommen betrug 74.149 US$, in den Familien waren es 84.316 US$. Männer hatten ein mittleres Einkommen von 53.164 US$ gegenüber 39.531 US$ bei Frauen. Das Pro-Kopf-Einkommen betrug 33.419 US$. Etwa 1,3 % der Familien und 3,8 % der Gesamtbevölkerung lebte unterhalb der Armutsgrenze; das betraf 2,3 % der unter 18-Jährigen und 2,2 % der über 65-Jährigen.

### Census 2010
Nach der Volkszählung von 2010 gab es in Lake Forest Park 12.598 Einwohner, 5.024 Haushalte und 3.502 Familien. Die Bevölkerungsdichte betrug 1377,9 pro km². Es gab 5.268 Wohneinheiten bei einer mittleren Dichte von 576,2 pro km².
Die Bevölkerung bestand zu 83 % aus Weißen, zu 1,8 % aus Afroamerikanern, zu 0,6 % aus Indianern, zu 8,8 % aus Asiaten, zu 0,2 % aus Pazifik-Insulanern, zu 1 % aus anderen „Rassen“ und zu 4,7 % aus zwei oder mehr „Rassen“. Hispanics oder Latinos „jeglicher Rasse“ bildeten 3,6 % der Bevölkerung.
Von den 5024 Haushalten beherbergten 30,2 % Kinder unter 18 Jahren, 58,6 % wurden von zusammen lebenden verheirateten Paaren, 7,8 % von alleinerziehenden Müttern und 3,3 % von alleinstehenden Vätern geführt; 30,3 % waren Nicht-Familien. 23 % der Haushalte waren Singles und 7,9 % waren alleinstehende über 65-jährige Personen. Die durchschnittliche Haushaltsgröße betrug 2,49 und die durchschnittliche Familiengröße 2,92 Personen.
Der Median des Alters in der Stadt betrug 45 Jahre. 20,8 % der Einwohner waren unter 18, 6,4 % zwischen 18 und 24, 22,8 % zwischen 25 und 44, 34,9 % zwischen 45 und 64 und 15,1 % 65 Jahre oder älter. Von den Einwohnern waren 49,7 % Männer und 50,3 % Frauen.

## Bildung
Nach dem Census 2000 haben in der Bevölkerung der Stadt 21,1 Prozent der über 25-jährigen einen akademischen oder Berufsabschluss, 51,1 Prozent (gegenüber dem Bundesdurchschnitt von 24 Prozent) haben einen Bachelor- oder einen höheren Abschluss und 93,2 Prozent (gegenüber 80 Prozent im Bundesdurchschnitt) haben ein Highschool-Diplom oder einen äquivalenten Abschluss.
Es gibt zwei öffentliche Schulen (die Brookside Elementary und die Lake Forest Park Elementary), die vom Shoreline School District verwaltet werden.

## Programme und Dienstleistungen der Gemeinde
Die Stadt Lake Forest Park nutzt strategische Partnerschaften, um der Gemeinde Programme und Dienstleistungen anbieten zu können. Eine solche Partnerschaft mit der Abteilung Erholung der City of Shoreline bietet den Einwohnern ermäßigten Zugang zu einer großen Vielfalt von Programmen wie Aus- und Fortbildungen oder Workshops für alle Altersklassen. Die City of Lake Forest Park hat auch eine partnerschaftliche Beziehung zum Shoreline / Lake Forest Park Arts Council, zum Shoreline / Lake Forest Park Senior Center und zu Hang Time (einem intensiven Freizeitprogramm für Schüler, das von der Kellogg Middle School und dem YMCA angeboten wird). Außerdem bietet die City of Lake Forest Park finanzielle Unterstützung für das Center for Human Services, welches psychosoziale Beratung, Beratung zum Umgang mit Alkohol und anderen Drogen, Kontakt- und Bildungsdienstleistungen für die Einwohner anbieten; die Gebühren sind nach Einkommen gestaffelt.
Das Herz des Stadtzentrums, Third Place Commons, wird von der Organisation Friends of the Third Place Commons gemanagt, einer nach Abschnitt 501(c)3 des Internal Revenue Code im United States Code gemeinnützigen Organisation. Die Third Place Commons bieten einen großen Saal mit einer Bühne, Restaurants, Sitzgelegenheiten, einen Spielbereich für Kinder, freien WLAN-Zugang und einen Versammlungsraum an. Third Place Commons betreibt auch den Lake Forest Park Farmers Market, der von Mai bis Oktober sonntags im Freien stattfindet und mehr als 45 Stände aufbringt.

## Lake Forest Park Municipal Court
Der Lake Forest Park Municipal Court, das Amtsgericht von Lake Forest Park, wurde 1961 eingerichtet. Das Gericht ist unter dem Revised Code of Washington (RCW), Sektion 3.50, als Gericht mit begrenzten Kompetenzen konzipiert; es kann kleinere Straftaten und Zivilrechtsverletzungen innerhalb der Stadtgrenzen behandeln. Der Vorsitzende Richter wird für eine vierjährige Amtszeit vom Bürgermeister bestellt und vom Stadtrat bestätigt. Das Gericht besteht aus einem Gerichts-Verwalter, einem Gerichts-Beamten, einem Jury-Koordinator, einem Gerichts-Kassierer und einem Probe-Beamten. Das Amtsgericht verhandelt etwa 10.000 Fälle jährlich.
Der Shoreline/Lake Forest Park Youth Court (SLFPYC), ein Jugendgericht, wird unter Aufsicht des Shoreline District Court (Bezirksgericht) und des Lake Forest Park Municipal Court betrieben. Das SLFPYC dient als Alternative für Teenager, die eine ausstehendes Verkehrsvergehen in der Akte haben.
Das Gericht ist montags bis freitags von neun Uhr morgens bis fünf Uhr abends geöffnet; Anhörungen finden zweimal wöchentlich statt. Gerichtsverfahren finden monatlich während einer viertägigen Periode statt. 

### Weitere Quellen
- Alan J. Stein, Lake Forest Park -- Thumbnail History bei HistoryLink.org, Seattle, Washington, 1998
- Alan J. Stein Transkript von Ole Hanson, Lake Forest Park brochure, Seattle, Washington, 1912 aus dem Shoreline Historical Museum, Shoreline, Washington, 1998.
- Community, City of Lake Forest Park, Lake Forest Park, Washington, 2016
- History of Lake Forest Park, City of Lake Forest Park, Lake Forest Park, Washington, 2016